# Mahmudoğlu Nizamüddin Ahmed Paşa
Mahmudoğlu Nizamüddin Ahmed Paşa (1281 - 25 de enero de 1380) fue Gran Visir del Imperio Otomano de 1331 a 1348.